# Caproni-Pensuti
Il Caproni-Pensuti o Breda-Pensuti, affettuosamente chiamato triplanino, è stato un piccolo aereo da ricognizione e addestramento a struttura triplana progettato da Giovanni Caproni e costruito nel 1918. Nelle intenzioni del costruttore avrebbe dovuto rappresentare un primo passo, economico e semplice da pilotare, per i potenziali acquirenti.

## Descrizione tecnica

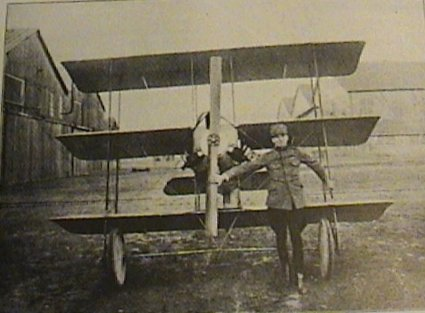
L'immagine dà l'idea della ridotta apertura longitudinale delle ali, solo 4 metri.

In volo sul campo di Taliedo.

Il Caproni-Pensuti in volo.

Con un'apertura alare di soli 4 metri, una lunghezza di 3,80 m ed un peso totale di 230 kg a pieno carico, molto probabilmente esso è stato il più piccolo aereo della prima guerra mondiale.
Venne progettato per effettuare missioni di ricognizione a corto raggio al servizio delle truppe di terra.
Il progettista Giovanni Caproni ed il pilota, e collaudatore, Emilio Pensuti iniziarono a lavorare all'idea di questo piccolo triplano già dal 1914, ma solo alla fine del 1918 alcuni di questi aerei entrarono in servizio, anno in cui morì lo stesso Pensuti.
Vennero costruite due versioni: la prima aveva un motore a tre cilindri, con i cilindri disposti longitudinalmente a ventaglio, Anzani da 35 CV raffreddato ad aria; la seconda era più potente avendo un motore a sei cilindri da 80 CV.
La struttura era completamente lignea con una fusoliera a sezione rettangolare e le tre paia di ali erano poste sullo stesso asse; il carrello aveva una luce molto ampia ed era provvisto di pattino d'appoggio posteriore.
In volo il velivolo si caratterizzava per l'estrema stabilità, il corto spazio di decollo nonché per la bassa velocità di stallo.
La velocità massima era di 100 km/h (62 mhp) e quella di atterraggio 40 km/h (25 mhp), raggiungeva i 3000 metri di quota in 15 minuti.

## Versioni
Fu costruito da due aziende e le denominazioni cambiarono in funzione della ditta di costruzione:
- presso l'azienda di Gianni Caproni di Taliedo l'aereo prese la denominazione di Caproni-Pensuti;
- mentre quello costruito a Milano dalla Società Italiana Ernesto Breda per Costruzioni Meccaniche, che all'epoca era un'azienda principalmente coinvolta nel settore delle costruzioni ferroviarie, venne chiamato Breda-Pensuti; probabilmente questo venne costruito nel dopoguerra nella versione da 80 CV[senza fonte].